# Native Dancer
Native Dancer – piętnasty album firmowany przez saksofonistę jazzowego Wayne'a Shortera i wydany w 1975.

## Historia nagrania albumu i charakterystyka

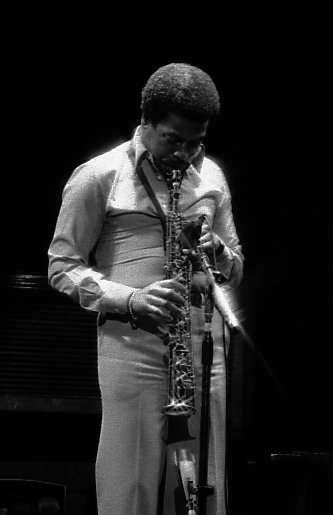
Wayne Shorter

W pierwszym momencie Wayne Shorter wydający album z muzyką brazylijską wydawał się całkowitym zaskoczeniem. Przecież grał na początku lat 60. XX w. w hardbopowej grupie Art Blakey and the Jazz Messengers, a potem przez sześć lat grał z Milesem Davisem z kulminacją na albumie Bitches Brew (1969).
Jednak już na jego albumie Adam’s Apple z 1966 r. znalazł się utwór "El Gaucho". W kilka lat potem na albumie Super Nova (1969) nagrał swoją interpretację tematu Antonia Carlosa Jobima "Dindi". W dwa lata później był już członkiem Weather Report, zespołu, który często i bez problemów sięgał po egzotyczne rytmy i tematy.
Gdy już nie chciał tylko rekreować uprzednich sukcesów, zapragnął nagrać cały album poświęcony muzyce brazylijskiej. Zwrócił się do supergwiazdy muzyki brazylijskiej Miltona Nascimento. Milton – gitarzysta, poeta, kompozytor i niezrównany wokalista – dysponuje kilkoma głosami, z których najczęściej wykorzystuje naturalny, charyzmatyczny falset, którym posługuje się absolutnie bez wysiłku.
Grupa nagrywająca album składała się z dwu frakcji muzycznych: jednej – należącej do jazzowej tradycji północnoamerykańskiej; i drugiej – należącej do ludycznej tradycji brazylijskiej. Umożliwiło to stworzenie nowej jakości wynikłej z jedności jaką osiągnęli muzycy w studiu Village Recorders w Los Angeles. Żadna ze stron nie wywyższała się i nie pragnęła narzucić swojej wizji muzyki. Nawet sam Shorter jest na tym albumie pozbawiony ego. Na dziewięć utworów, pięć jest kompozycji Nascimento, trzy Shortera i jeden – Hancocka. Shorter – mimo iż jest to jego album – daje zarówno pograć wszystkim muzykom jak i pośpiewać Miltonowi, a zestawienie falsetu Miltona z brzmieniem sopranowego saksofonu Wayne'ego jest co najmniej ekscytujące.
Album ten spowodował nową falę rozwoju muzyki w Brazylii. Wpłynął także na wielu muzyków, z których można wymienić takich jak: Pat Metheny, Toninho Horta, Ivan Lins, Djavan i inni.
- Uwaga: na wielu stronach poświęconych temu albumowi (np. w All Music Guide) znajdują się informacje, że album został wydany 12 września 1974 r. Tymczasem okładka informuje, że album został nagrany 12 września 1974. Okładka zawiera jeszcze dwie dodatkowe informacje wspierające tę drugą możliwość; zarówno © (copyright) jak wydanie albumu są związane z rokiem 1975 r.

## Muzycy
- Wayne Shorter – saksofon sopranowy, saksofon tenorowy
- Milton Nascimento – wokal, gitara
- Herbie Hancock – pianino, keyboard
- Airto Moreira – instrumenty perkusyjne
- Dave McDaniel – gitara basowa
- Robertinho Silva – perkusja
- Wagner Tiso – organy, pianino
- Jay Graydon – gitara
- Dave Amaro – gitara

## Utwory

### Strona 1
| 1. | Ponta de Areia (M. Nascimento)           | 5:14  |
|    |                                          |       |
| 2. | Beauty and the Beast (W.Shorter)         | 5:12  |
|    |                                          |       |
| 3. | Tarde (Brant/Nascimento)                 | 5:46  |
|    |                                          |       |
| 4. | Miracle on the Fishes (Brant/Nascimento) | 4:46  |
|    |                                          |       |
|    |                                          | 20:58 |
|    |                                          |       |

### Strona 2
| 1. | Diana (W. Shorter)                            | 3:01  |
|    |                                               |       |
| 2. | From the Lonely Afternoons (Brant/Nascimento) | 3:13  |
|    |                                               |       |
| 3. | Ana Maria (W. Shorter)                        | 5:07  |
|    |                                               |       |
| 4. | Lilia (M. Nascimento)                         | 7:01  |
|    |                                               |       |
| 5. | Joanna's Theme (H. Hancock)                   | 4:21  |
|    |                                               |       |
|    |                                               | 22:43 |
|    |                                               |       |

## Opis płyty

### Płyta analogowa (oryginał)
- Producent –- Jim Price
- Studio – Village Recorders, Los Angeles, Kalifornia
- Data nagrania – 12 września 1974
- Inżynier-dźwiękowiec – Robert Fraboni
- Asystent inżyniera – Joe Tuzen
- Fotografie – Kenneth McGowan
- Długość – 43:41
- Numer katalogowy – Epic 33418

### Wznowienie na CD
- Producent – Nedra Neal
- Cyfrowy remastering – Debra Parkinson
- Studio – Sony Music Studios, Nowy Jork, Nowy Jork
- Koordynacja prac dla Jazz Contemporary Master Series – Mike Berniker, Amy Herot, Gary Pacheco
- Koordynacja okładki – Tony Tiller
- Jedno ze wznowień – Columbia/Legacy CK46159